# Матьё, Лексон
Лексон Матьё (фр. Lexson Mathieu, 14 апреля 1999, Монреаль, Канада) — канадский боксёр-профессионал.
Серебряный призёр (2018) чемпионата Канады среди любителей.

## Биография
Родился 14 апреля 1999 года. Был старшим в семье из трёх детей — у него есть два брата. Отец Лексона был боксёром-любителем.
Начал заниматься боксом в 11 лет.

## Любительская карьера
В январе 2015 года стал чемпионом Канады среди юниоров в полутяжёлом весе (до 80 кг).
В октябре 2016 года стал победителем Панамериканского чемпионата среди юношей в полутяжёлом весе (до 81 кг).
В апреле 2017 года стал чемпионом Канады среди юношей в полутяжёлом весе (до 81 кг).
В июле 2017 года стал бронзовым призёром Игр Содружества среди юношей в полутяжёлом весе (до 81 кг).

### Чемпионат Канады 2018
Выступал в полутяжёлом весе (до 81 кг). В четвертьфинале победил Джона-Майкла Бьянко. В полуфинале победил Омара Фарука Сабри. В финале проиграл Петру Болану.

## Профессиональная карьера
Дебютировал на профессиональном ринге 26 января 2019 года. Одержал победу техническим нокаутом в 1-м раунде.

## Статистика боёв
В таблице перечислены результаты всех поединков боксёров.
В каждой строке указан результат поединка. Дополнительно номер поединка обозначен цветом, который обозначает итог поединка. Расшифровка обозначений и цветов представлена в нижеследующей таблице.
| Пример | Расшифровка                     |
| ------ | ------------------------------- |
|        | Победа                          |
|        | Ничья                           |
|        | Поражение                       |
|        | Планируемый поединок            |
|        | Поединок признан несостоявшимся |
| КО     | Нокаут                          |
| ТКО    | Технический нокаут              |
| PTS    | Решение судей (по очкам)        |
| UD     | Единогласное решение судей      |
| MD     | Решение большинства судей       |
| SD     | Раздельное решение судей        |
| RTD    | Отказ от продолжения боя        |
| DQ     | Дисквалификация                 |
| NC     | Поединок признан несостоявшимся |

| Бой | Дата             | Соперник                        | Место проведения                                      | Результат | Примечание                                                |
| --- | ---------------- | ------------------------------- | ----------------------------------------------------- | --------- | --------------------------------------------------------- |
| 9   | 10 октября 2020  | Тим Кронин (12-4-2)             | Centre Gervais Auto, Шавиниган, Квебек, Канада        | KO1 (10)  | Завоевал вакантный титул NABF во 2-м среднем весе.        |
| 8   | 7 декабря 2019   | Роландо Паредес (16-8-2)        | Белл-центр, Монреаль, Квебек, Канада                  | TKO8 (8)  | Завоевал вакантный титул NABF Junior во 2-м среднем весе. |
| 7   | 25 октября 2019  | Джованни Карпентьери (8-3-3)    | Complexe Capitale Helicoptere, Квебек, Квебек, Канада | TKO4 (6)  |                                                           |
| 6   | 28 сентября 2019 | Хуан Серхио Торрес Перес (7-8)  | Казино в Монреале, Монреаль, Квебек, Канада           | KO1 (6)   |                                                           |
| 5   | 29 июня 2019     | Хаир Сена (8-2-2)               | Centre Mario Gosselin, Тетфорд Майнс, Квебек, Канада  | UD6 (6)   | Счёт: 60-54 (все).                                        |
| 4   | 15 июня 2019     | Фернандо Гальван (4-3)          | Centre Gervais Auto, Шавиниган, Квебек, Канада        | KO2 (4)   |                                                           |
| 3   | 17 мая 2019      | Эрнан Давид Перес (5-2)         | Казино в Монреале, Монреаль, Квебек, Канада           | TKO1 (4)  |                                                           |
| 2   | 16 марта 2019    | Ариэль Алехандро Зампедри (9-5) | Казино в Монреале, Монреаль, Квебек, Канада           | TKO1 (4)  |                                                           |
| 1   | 26 января 2019   | Эдгар Сантойо (2-1-2)           | Казино в Монреале, Монреаль, Квебек, Канада           | TKO1 (4)  |                                                           |
| Бой | Дата             | Соперник                        | Место проведения                                      | Результат | Примечание                                                |

## Титулы и достижения

### Любительские
- 2015  Чемпион Канады среди юниоров в полутяжёлом весе (до 80 кг).
- 2016  Победитель Панамериканского чемпионата среди юношей в полутяжёлом весе (до 81 кг).
- 2017  Чемпион Канады среди юношей в полутяжёлом весе (до 81 кг).
- 2017  Бронзовый призёр Игр Содружества среди юношей в полутяжёлом весе (до 81 кг).
- 2018  Серебряный призёр чемпионата Канады в полутяжёлом весе (до 81 кг).

### Профессиональные
- Титул NABF Junior во 2-м среднем весе (2019—н. в.).
- Титул NABF во 2-м среднем весе (2020—н. в.).